# Oxira esurialis
Oxira esurialis là một loài bướm đêm trong họ Noctuidae.